# Alexander Lincke
Alexander Franz Wilhelm Lincke (* 15. Januar 1815 in Altenburg; † 14. April 1864 in Zürich) war ein deutscher Jurist und Politiker. Er war Bürgermeister von Werdau und Mitglied des Sächsischen Landtags.

## Leben
Alexander Lincke studierte an der Universität Leipzig Rechtswissenschaft. Am 6. Februar 1846 trat er sein Amt als erster juristischer Bürgermeister in Werdau an. Er war wohl einer der bedeutendsten Werdauer Bürgermeister, da er zahlreiche gemeinnützige Bestrebungen förderte. Im Hungerjahr 1847 schaffte er der ärmeren Bevölkerungsschicht von Werdau Arbeit und gründete eine „Turngemeinde“. Zu dieser Zeit veranlasste er bereits, dass der Turnunterricht an den Schulen eingeführt wurde, und wurde damit zum „Turnvater von Werdau“.
1849 war er als Vertreter des 39. Wahlbezirkes Abgeordneter der II. Kammer des Sächsischen Landtags. Zuvor war er bereits 1845/46 stellvertretender Abgeordneter des 17. städtischen Wahlbezirks. Als Demokrat und Verfechter eines einheitlichen Deutschlands setzte er im April 1848 in Werdau die allgemeine Volksbewaffnung durch. Auch Wehrpflichtige, die keine Schusswaffen besaßen, und die arme Bevölkerung konnten mit einbezogen werden. Während der Deutschen Revolution 1848/49 forderte der Bürgermeister am 5. Mai 1849 von einem Rathausfenster aus, dass sich die waffenfähigen Männer zwischen 20 und 40 Jahren sofort nach Dresden zu begeben haben, um für die Revolution zu kämpfen. Noch am selben Tag fuhren 350 bewaffnete Werdauer Männer mit einem Sonderzug in die Residenzstadt. Dort kamen sie jedoch nicht mehr zum Einsatz. Mit Hilfe preußischer Truppen wurde die Revolution am 9. Mai niedergeschlagen. Schon am 12. Mai wurde gegen Alexander Lincke ein Steckbrief erlassen. Gegen ihn setzte ein regelrechtes Kesseltreiben ein. Ein Leutnant aus der Zwickauer Garnison mit 26 Soldaten wollte Alexander Lincke verhaften, dieser befand sich allerdings schon auf der Flucht in die Schweiz. Am 9. Juli 1862 wurde die Verfolgung von Alexander Lincke eingestellt und ihm straffreie Rückkehr nach Sachsen zugesichert. Alexander Lincke besuchte noch einmal Werdau und Leipzig, wo er erneut die Einheit Deutschlands forderte. 1864 starb Lincke in Zürich.
Seine Söhne waren Felix Lincke, Professor an der Technischen Universität Darmstadt, und der Ingenieur Paul Lincke (1852–1929).